# 特魯曼冰原島峰
72°44′S 75°1′E / 72.733°S 75.017°E
特魯曼冰原島峰（英語：Truman Nunatak），是南極洲的冰原島峰，位於伊麗莎白公主地，處於哈丁山以北14公里，屬於格羅夫山脈的一部分，澳大利亞探險隊根據空中照片繪入地圖，現時由南極條約體系管理。